# Leonhardskirche (Erfurt)

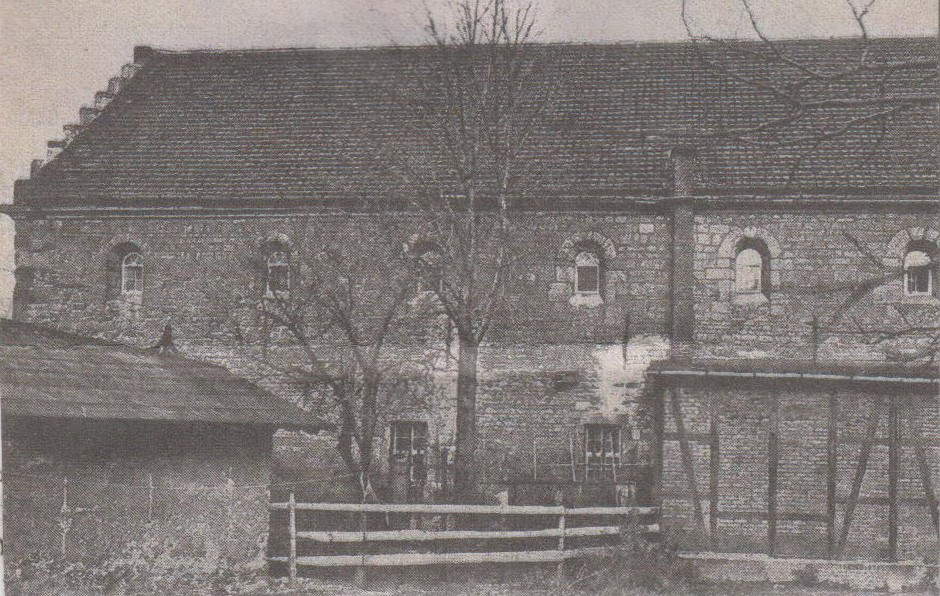
Leonhardskirche Erfurt (Ende 19. Jahrhundert)

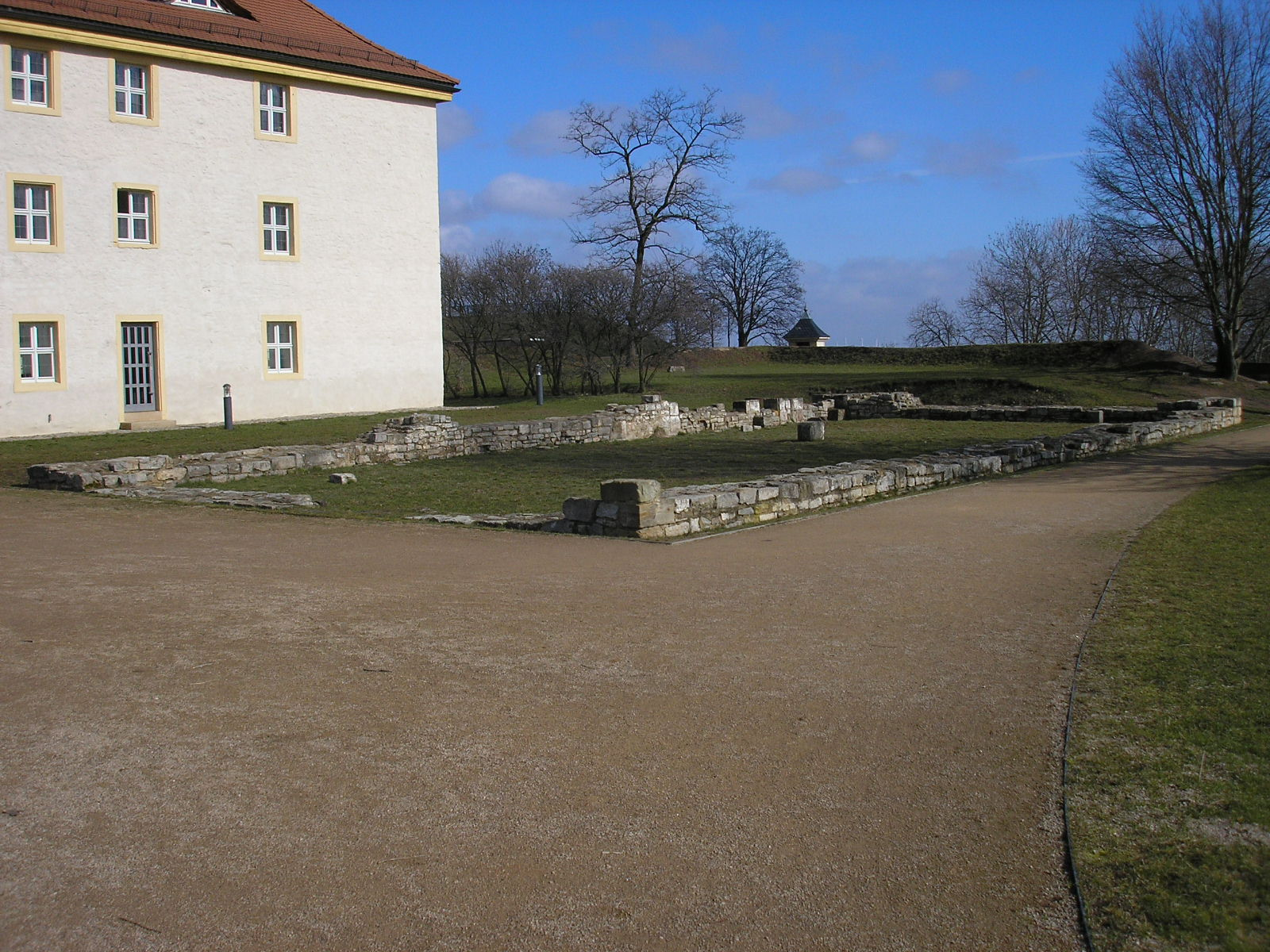
Freigelegtes Fundament der Kirche

Die Leonhardskirche war eine Pfarrkirche auf dem Petersberg in Erfurt.

## Geschichte
Die Leonhardskirche wurde ab 1172 erbaut, und 1185 wurde der Altar geweiht, weshalb von einer Fertigstellung der Kirche zu diesem Zeitpunkt ausgegangen werden kann. 1290 wurden an der romanischen Kirche gotische Umbauten an den Fenstern vorgenommen.
Als im 17. Jahrhundert die Zitadelle Petersberg als barocke Stadtfestung aufgebaut wurde, wurde die Kirche nicht mehr als solche genutzt. Man baute sie 1677 zum Zeughaus um, wobei unter anderem die großen gotischen Fenster vermauert wurden. Die militärische Nutzung blieb bis 1945 bestehen. Damals wurde das Gebäude bei einem Bombenangriff zerstört oder durch alliierte Soldaten gesprengt.
1996 wurde das Fundament der Kirche ergraben und sichtbar gemacht.